# Groupe Vallée
 (mai 2019).
Le groupe Vallée est une entreprise de second œuvre en bâtiment.
À l’origine une entreprise de bâtiment en peinture et vitrerie, elle est désormais spécialisée dans tous les métiers du second œuvre.
Le groupe Vallée est aujourd’hui[évasif] troisième en France dans le métier du second œuvre en bâtiment avec un chiffre d’affaires s’élevant à 60 millions d’euros et plus de 500 salariés répartis en France et en Côte d’Ivoire[réf. nécessaire].

## Histoire
Marcel Vallée fait naître son entreprise à la suite de la Seconde guerre mondiale, en 1947. Il la dirige jusqu’à sa mort en 1966 et est remplacé par Marcelino Fernandez. Celui-ci étend les spécialisations de l’entreprise pendant son mandat. Il préside le groupe jusqu’en 1984 et, depuis, Henri Legarda en est le président.

## Activités
Vallée couvre l’ensemble des métiers de second œuvre en bâtiment, notamment : peinture intérieure, peinture extérieure, ravalement, isolation thermique par l’extérieur, sol, carrelage, faïence, cloison, plafond, plâtrerie, isolation, désamiantage, déconstruction, menuiserie.

## Implantation géographique
Le groupe est composé de 4 entités :
- Vallée Bâtiment : Cette filiale comporte deux pôles : un pôle province & RGC situé dans la région du Mans et un pôle IDF en région parisienne.
- Vallée Atlantique : Située à Saint-Barthélemy-d'Anjou.
- SCAREV : Basée à Allonnes, elle se charge des travaux spéciaux et dangereux sur l’ensemble du territoire (amiante et plomb).
- Vallée bâtiment Afrique : En 2017 le groupe Vallée crée une succursale en Côte d’Ivoire et s’établit ainsi pour la première fois à l’international.